# Cristián Zavala
Cristián Alexander Zavala Briones (ur. 3 sierpnia 1999 w Puente Alto) – chilijski piłkarz występujący na pozycji skrzydłowego, reprezentant Chile, od 2024 roku zawodnik Colo-Colo.